# Dagua
Dagua est une municipalité située dans le département de Valle del Cauca, en Colombie.